# Francesco Dachtera
Francesco Dachtera (Salno, 22 settembre 1910 – Campo di concentramento di Dachau, 23 agosto 1944) è stato un presbitero polacco.

## Biografia
Nacque nel 1910 in Polonia, dove fu ordinato sacerdote. Successivamente imprigionato e deportato nel campo di concentramento nazista di Buchenwald e successivamente in quello di Dachau dove negli ultimi mesi di vita fu usato come cavia per esperimenti medici che lo portarono alla morte avvenuta il 23 agosto 1944. È stato dichiarato martire e proclamato beato nel 1999 da papa Giovanni Paolo II; fa parte dei 108 martiri della seconda guerra mondiale.